# جعفر أباد (إيران)
جعفر أباد (بالفارسية: جعفرآباد) هي منطقة سكنية تقع في إيران في ناحية قشلاق دشت. يقدر عدد سكانها بـ 7,024 نسمة .